# Antic Hospital de Santa Magdalena
L'Antic Hospital de Santa Magdalena és un edifici gòtic construït als segles xv i xvi al municipi de Montblanc (Conca de Barberà). També hi ha una església anterior del segle xiv. S'estructura al voltant d'un claustre central, en la part baixa del qual hi ha una cisterna i el paviment original. És una obra inclosa en l'Inventari del Patrimoni Arquitectònic de Catalunya.

## Descripció
La façana de l'hospital mostra, també, la senzillesa estilística de l'església, però conté més elements decoratius, propis de la transició al renaixement. La part superior de la finestra central està ornamentada; trobem un escut sobre la portada de pedra. En el vestíbul trobem un arc rebaixat i les escales, així com una finestra, tot de pedra. Hi ha dues pintures mural. Un d'ells del segle xiv d'estil gòtic i un altre del segle xv.

## Història
L'edifici fou bastit el 1342. L'Hospital de Santa Magdalena es consolidà seguint el procés d'unificació d'hospitals ordenat per Ferran II. La seva primera funció era tenir cura dels pobres, pelegrins i malalts. Posteriorment s'hi instal·là una comunitat de religioses que impartien classes a noies del poble i més endavant passa a ser un consultori mèdic. Comprat per una empresa tèxtil al segle xx, la seva estructura s'anà malmetent fins que la Generalitat va dur a terme un adequat procés de restauració per ubicar-hi la seu de l'Arxiu Històric de la Conca de Barberà.